# Mitsubishi Outlander
Mitsubishi Outlander (autˈlændər) — среднеразмерный кроссовер, выпускаемый японской корпорацией Mitsubishi с 2001 года.
Изначально (когда продажи начались в Японии) он назывался Mitsubishi Airtrek и базировался на концепт-каре Mitsubishi ASX, показанном в 2001 году на Североамериканском международном автосалоне. Оригинальное название Airtrek было выбрано потому, что оно «описывает способность автомобиля перевозить пассажиров на далёкие расстояния свободным, как птица» и «был придуман из слов воздух и путь (Air и Trek), чтобы выразить идею вольного, полного удовольствия автомобильного путешествия». Название Outlander, которое появилось позже, в свою очередь означало «чувство путешествия к далеким, неизведанным землям, в поисках приключений».
Второе поколение, которое появилось в 2005 году, продавалось повсеместно под названием Outlander несмотря на то, что производство старой модели не прекращалось. Турбированным версиям Outlander оставили название Airtrek. Новое поколение базировалось на новой платформе GS, и имело несколько двигателей, причём не только от Mitsubishi, но и от Volkswagen и PSA Peugeot Citroën. Citroën C-Crosser и Peugeot 4007 являются ребеджированными версиями Outlander.

## Первое поколение
Airtrek впервые был представлен 20 июня 2001 года в Японии, по цене 1,7-2,3 млн ¥. На выбор предоставлялись 2,0-литровый 4G63 и 2,4-литровый 4G64 в комплекте с 4-ступенчатой полуавтоматической КПП. Были доступны и передний, и полный приводы. Полноприводная версия использовала открытые дифференциалы на передних и задних мостах вкупе с вязкостной муфтой на центральном дифференциале. Самая мощная модель имела двигатель от Mitsubishi Lancer Evolution — 2-литровый 4G63T, который появился в 2002 году. Для японских покупателей были по прежнему доступны старые двухлитровые моторы, которые были соответственны с японскими правилами, касающимися внешнего размера и объёма двигателя.
В 2003 году автомобиль стал доступен для покупателей Северной Америки, там он заменил Mitsubishi Montero Sport и имел видоизменённую решётку радиатора и головную оптику, вследствие чего, общая длина кузова стала больше на 130 мм, тем не менее, параллельно продавались 2 модели. Платформа была взята от Mitsubishi Grandis, который также начал свои продажи в 2003. Тогда же появился самый мощный 2,4-литровый 4G69 SOHC с системой MIVEC, заменивший 4G64. Кроме того, в 2004 стал доступен турбированный 4G63T.
В Южной Америке Outlander также был известен как Montero Outlander, чтобы связать кроссовер с лидером продаж Mitsubishi Montero Sport.

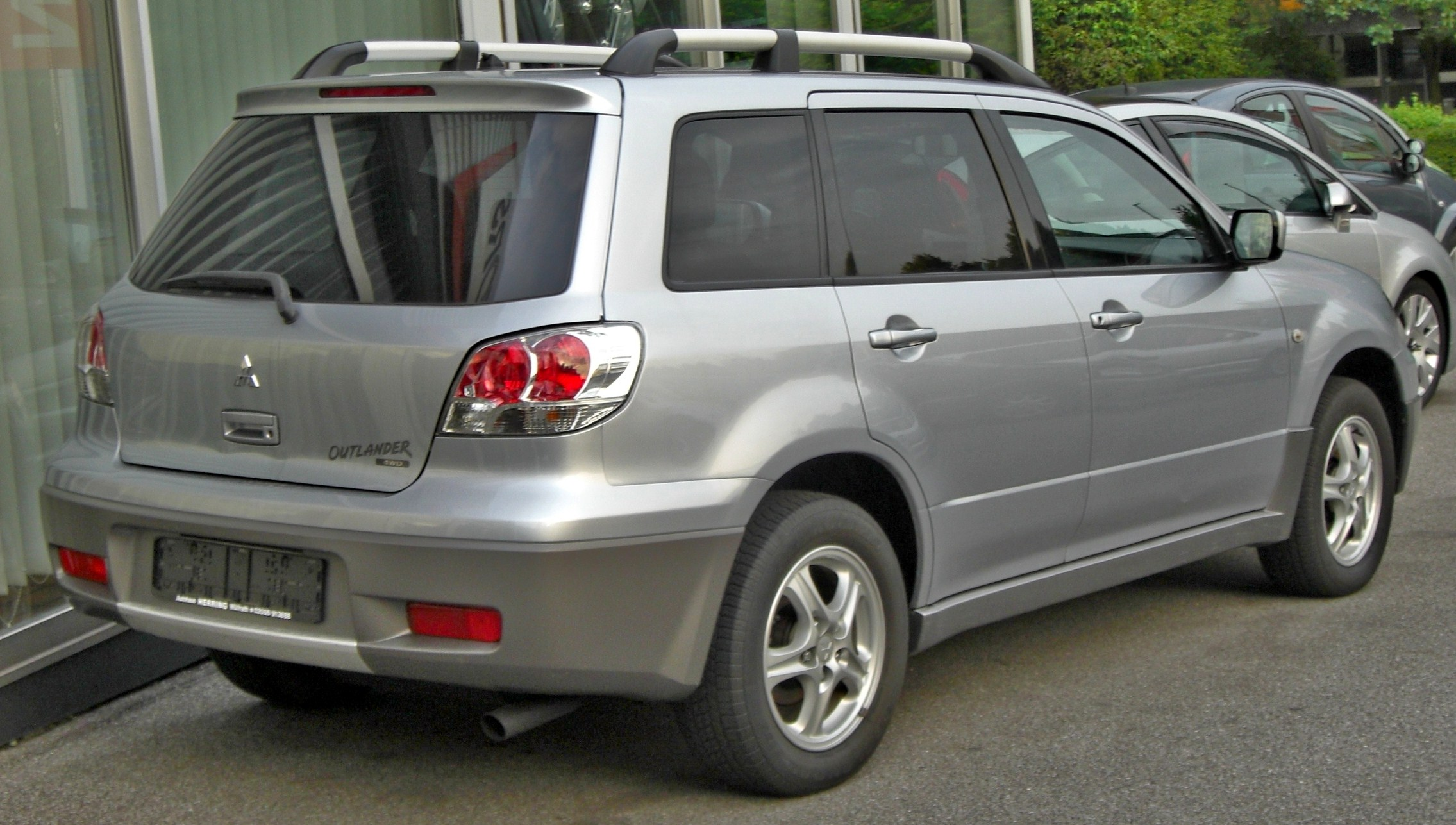
Вид сзади
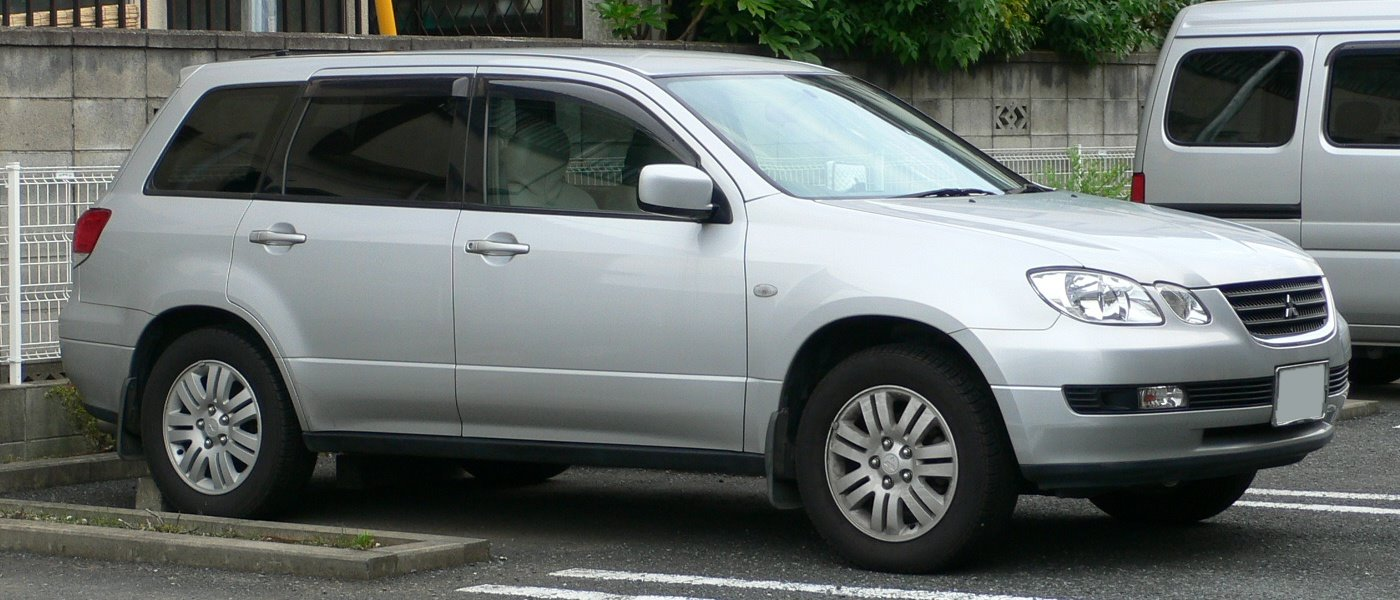
2001 Mitsubishi Airtrek (JDM)
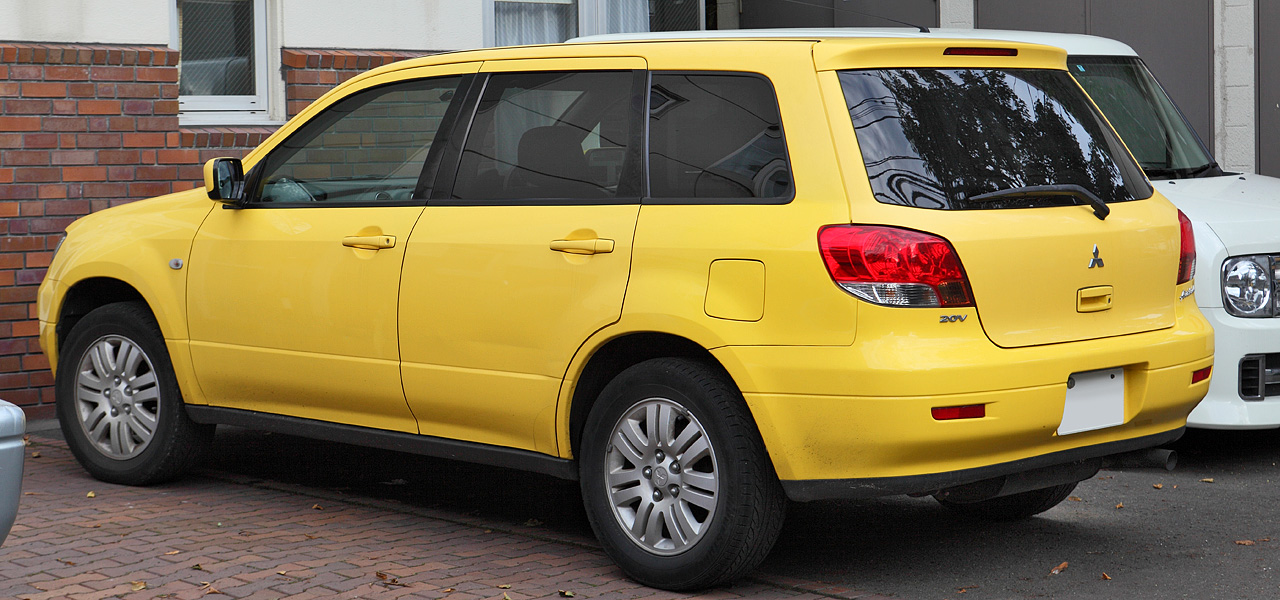
2001 Mitsubishi Airtrek вид сзади

## Второе поколение
На базе Outlander XL собираются два французских автомобиля: Citroen C-Crosser и Peugeot 4007 и являются почти полной его копией. Были представлены на Женевском автосалоне в июле 2007 года. Вышли на рынок в Германии в сентябре 2007 года. Peugeot 4007 выпускался в России на автозаводе в Калуге, но, несмотря на это, сам Mitsubishi Outlander был представлен в сентябре 2005 года и начал свое производство в декабре 2005, несмотря на то, что до 2006 года совместно с этим производилось и первое поколение.
Mitsubishi Outlander калужского производства обрел модификации с тремя рядами сидений. От пятиместных Аутлендеров семиместный вариант отличается наличием двух складных сидений, спрятанных в подполье багажника.

### Безопасность

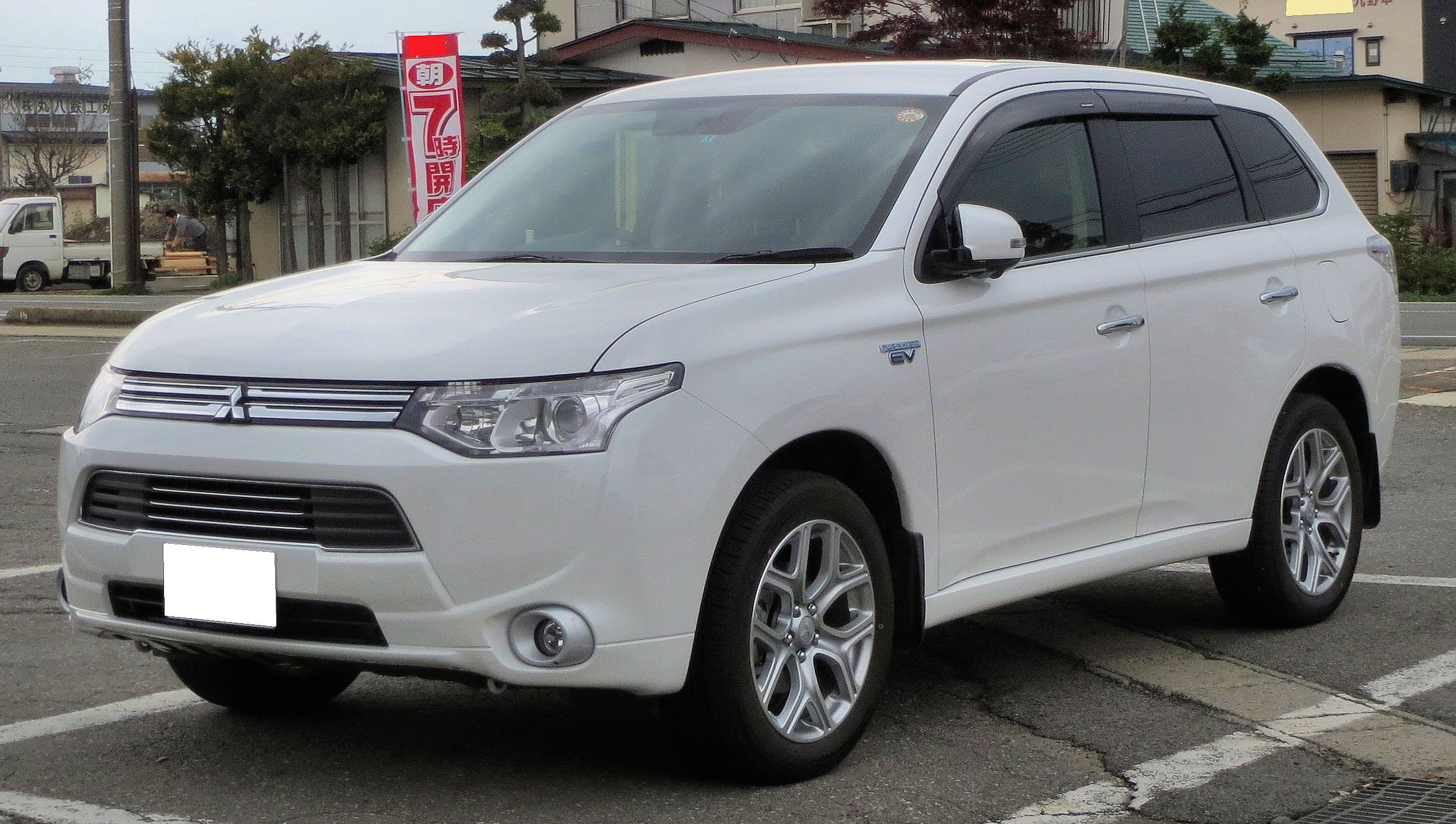
Outlander PHEV
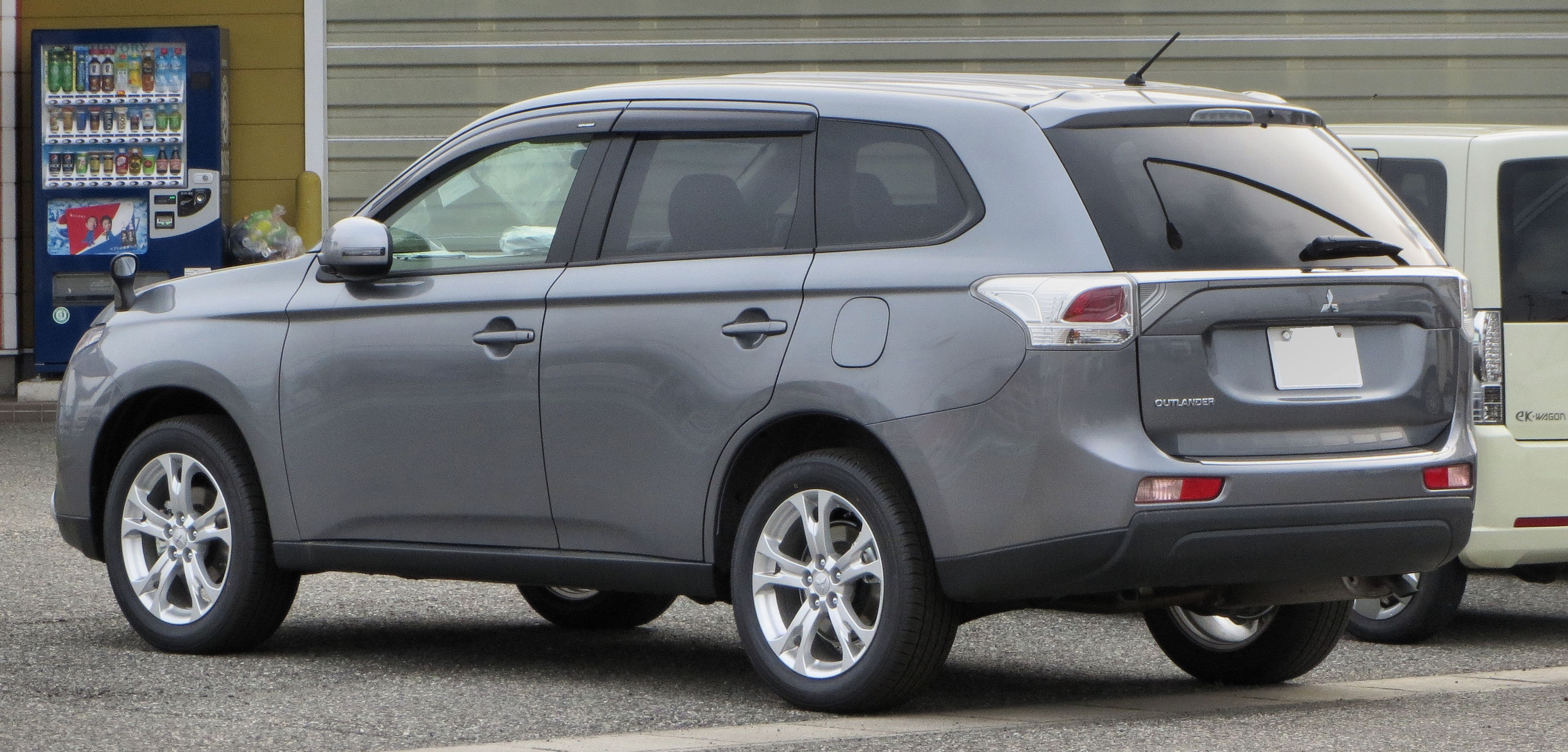
Вид сзади
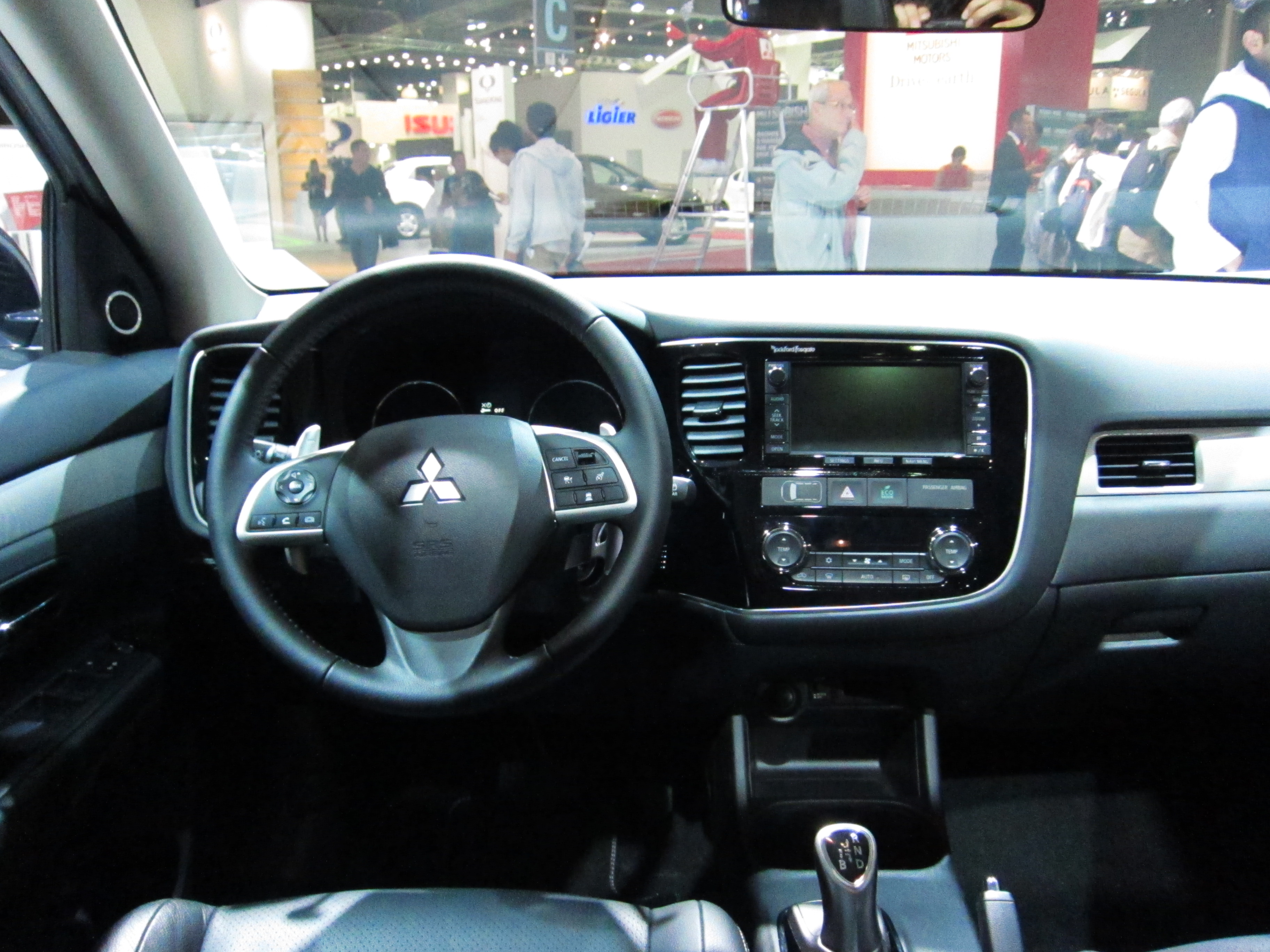
Интерьер

| Euro NCAP                                               | Euro NCAP | Euro NCAP | Euro NCAP |
| ------------------------------------------------------- | --------- | --------- | --------- |
| Рейтинги                                                | Пассажир  |           | 32        |
| Рейтинги                                                | Ребёнок   |           | 35        |
| Рейтинги                                                | Пешеход   |           | 17        |
| Протестированная модель: Mitsubishi Outlander XL (2007) |           |           |           |

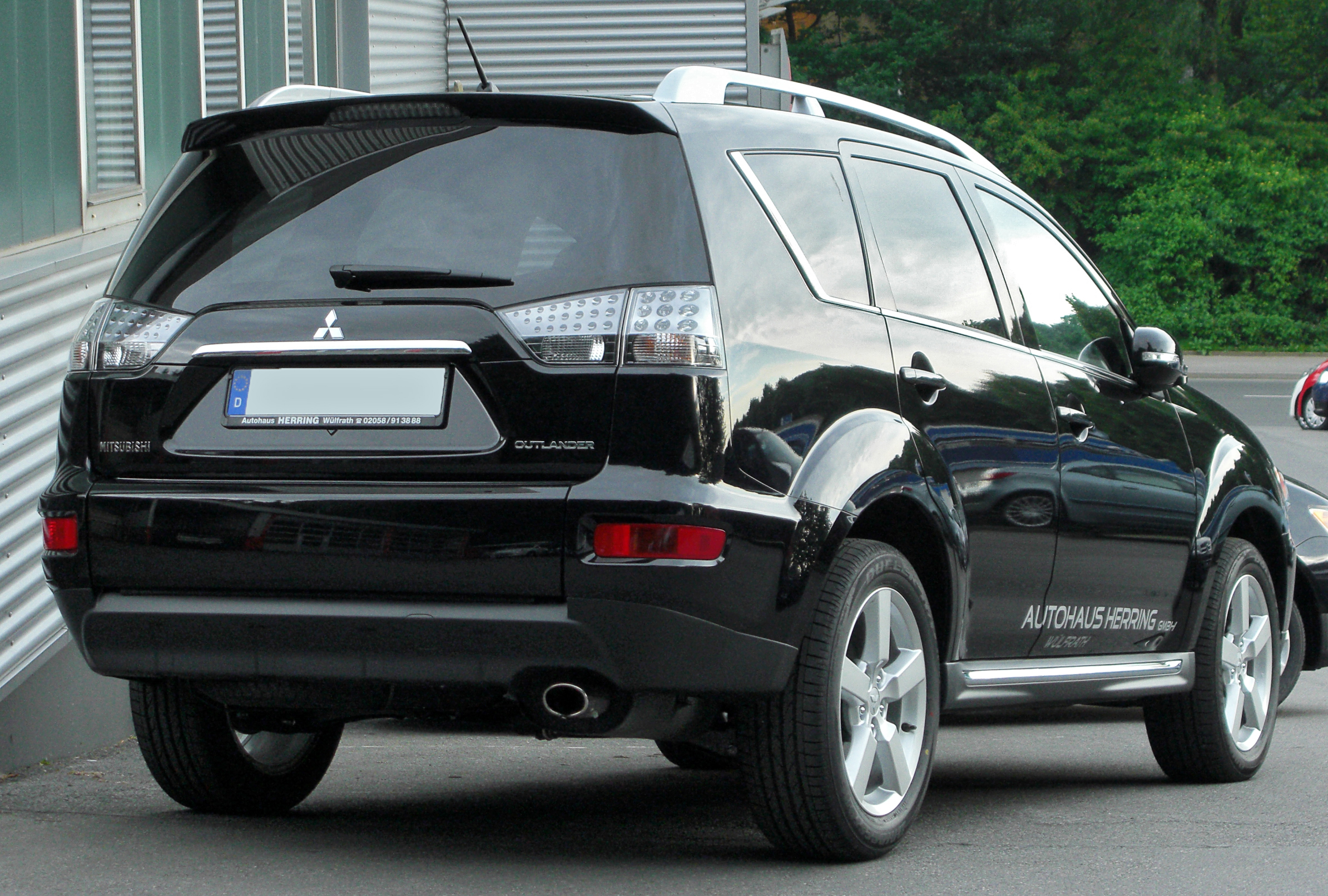
Вид сзади
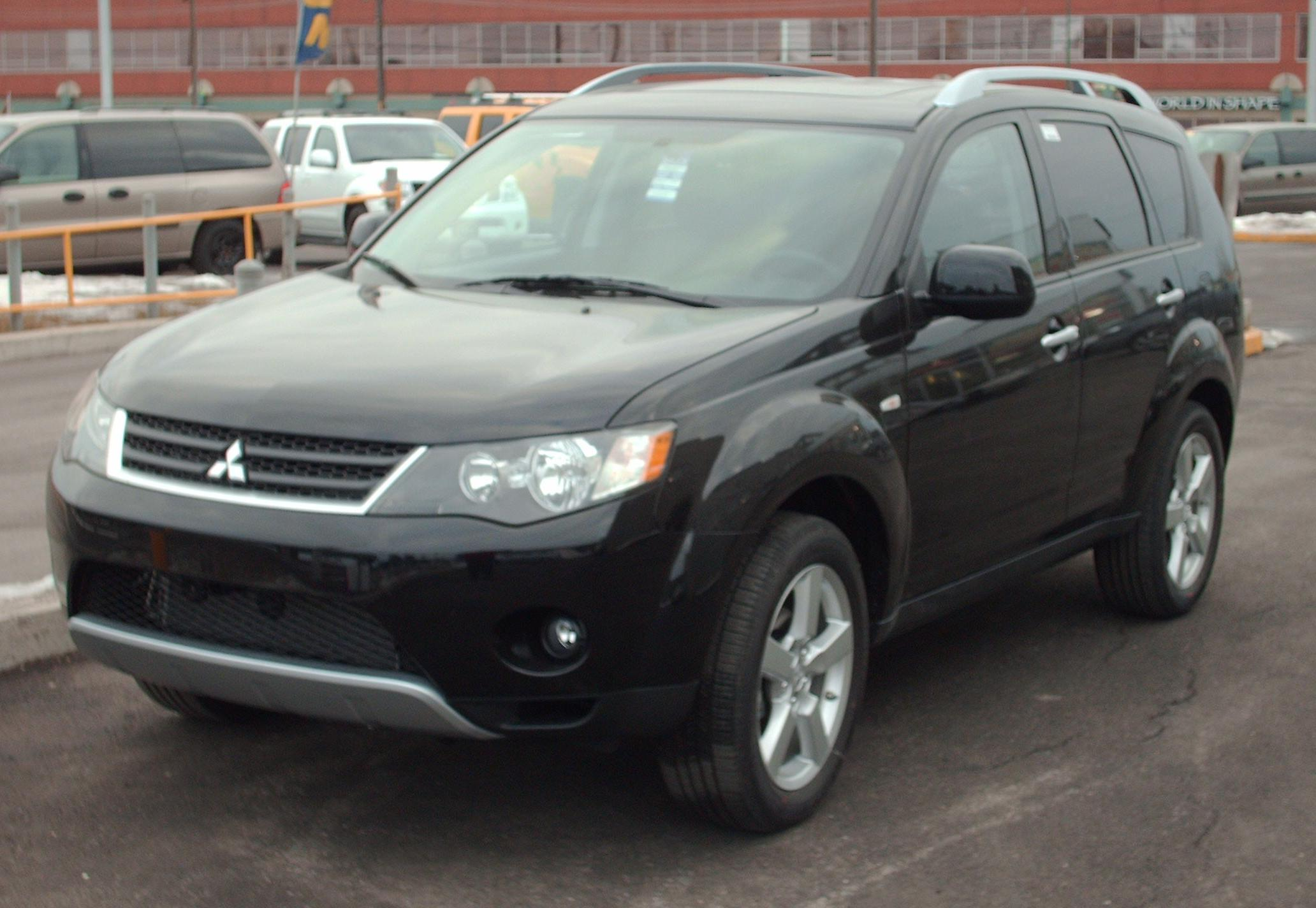
2005-2008 Mitsubishi Outlander
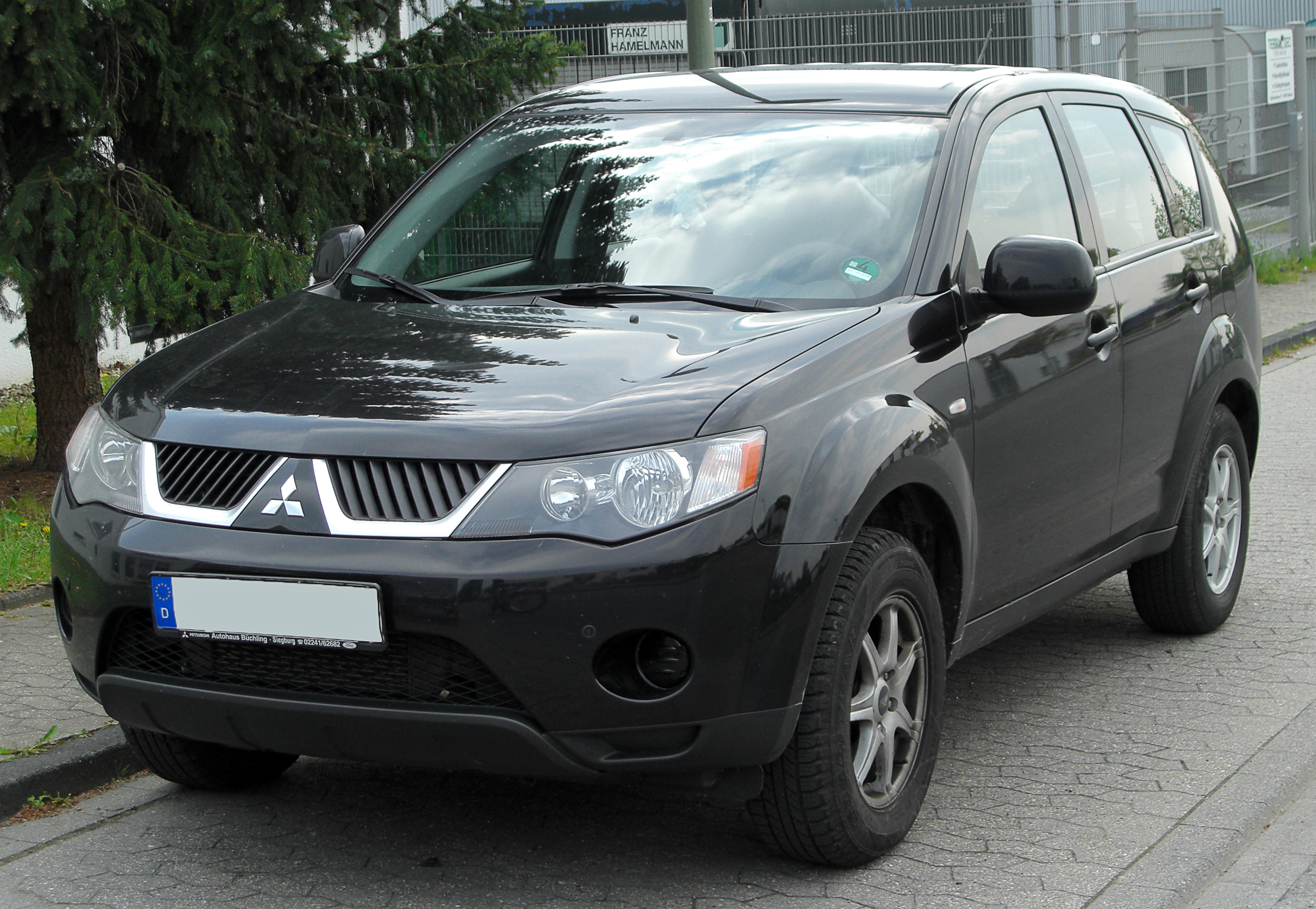
2009-2012 Mitsubishi Outlander (Европейская версия)
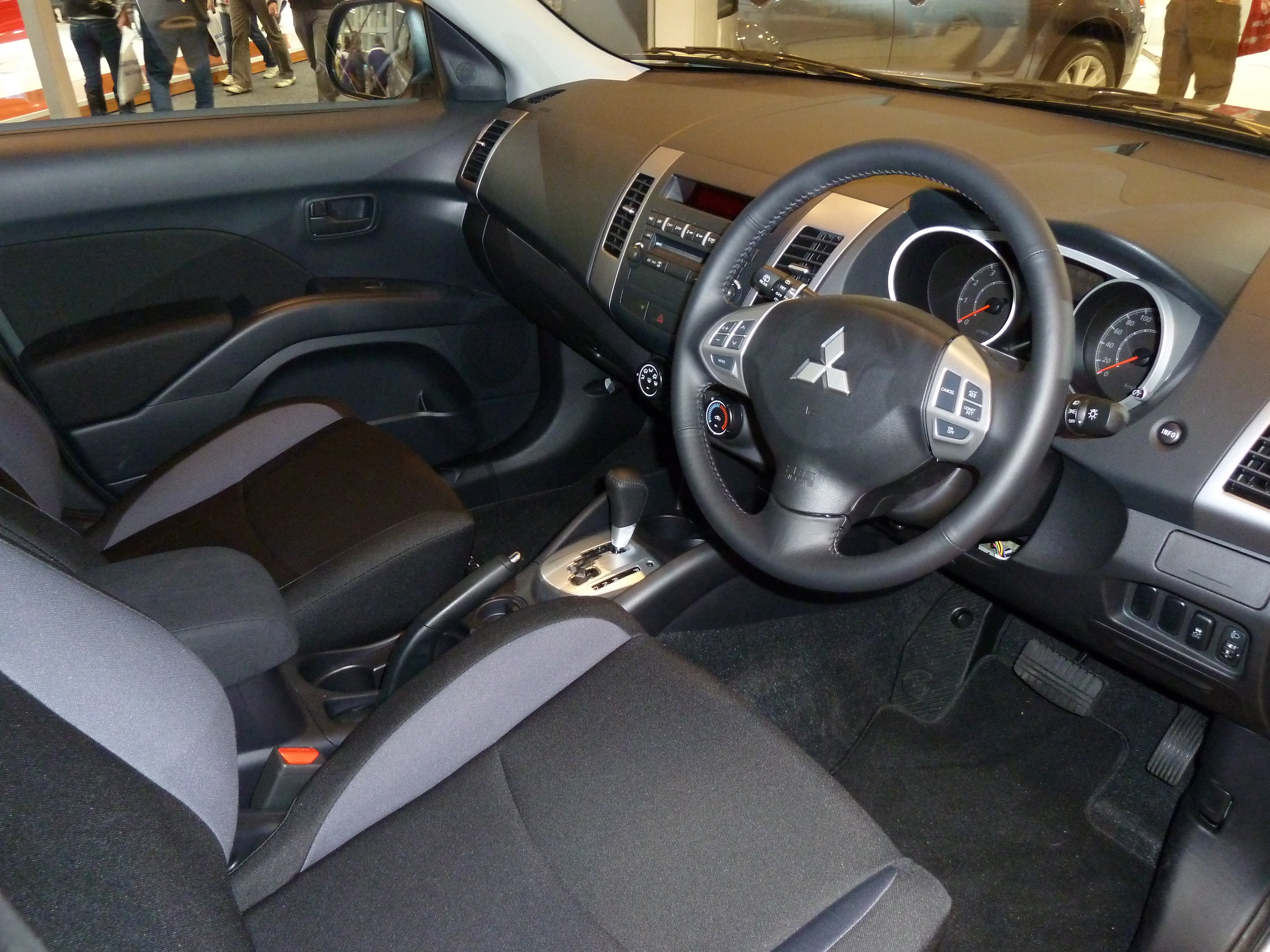
Интерьер

## Третье поколение
Третье поколение было представлено в марте 2012 года на Женевском автосалоне. В 2012 году заявили о возможном появлении плаг-ин-гибрида, который будет работать на электротяге в совокупности с бензиновым мотором и сможет на электричестве проехать до 50 км. Он был назван «Mitsubishi Outlander P-HEV». Продажи начались в конце 2013 года.
- Размерность колёс — 215/70R16 (2,0 L 2WD; 2,2 L 2WD); 225/55 R18 (2,0 L 4WD; 2,4 L; 2,2 L 4WD)
- Диаметр колёсного диска — 6,5Jx16 (2,0 L 2WD; 2,2 L 2WD); 7Jx18 (2,0 L 4WD; 2,4 L; 2,2 L 4WD)
- Передняя подвеска — независимая, типа MacPherson, со стабилизатором поперечной устойчивости
- Задняя подвеска — независимая, многорычажная, со стабилизатором поперечной устойчивости
- Радиус разворота — 5,3 метра
- Передние тормоза — дисковые, вентилируемые (размер — 294 мм)
- Задние тормоза — дисковые (размер — 302 мм)

### Безопасность
Гибридная версия (PHEV) прошла тест на безопасность EuroNCAP в конце 2013 года:
| Euro NCAP                                                                                     | Euro NCAP | Euro NCAP | Euro NCAP             |
| --------------------------------------------------------------------------------------------- | --------- | --------- | --------------------- |
| · общий рейтинг                                                                               |           |           |                       |
| 88%                                                                                           | 84%       | 64%       | 81%                   |
| взрослый пассажир                                                                             | ребёнок   | пешеход   | активная безопасность |
| Протестированная модель: Mitsubishi Outlander PHEV, 2.0 plug-in hybrid 'Intense+', LHD (2013) |           |           |                       |

- Outlander PHEV
- Вид сзади
- Интерьер

### Рестайлинг 2015 года

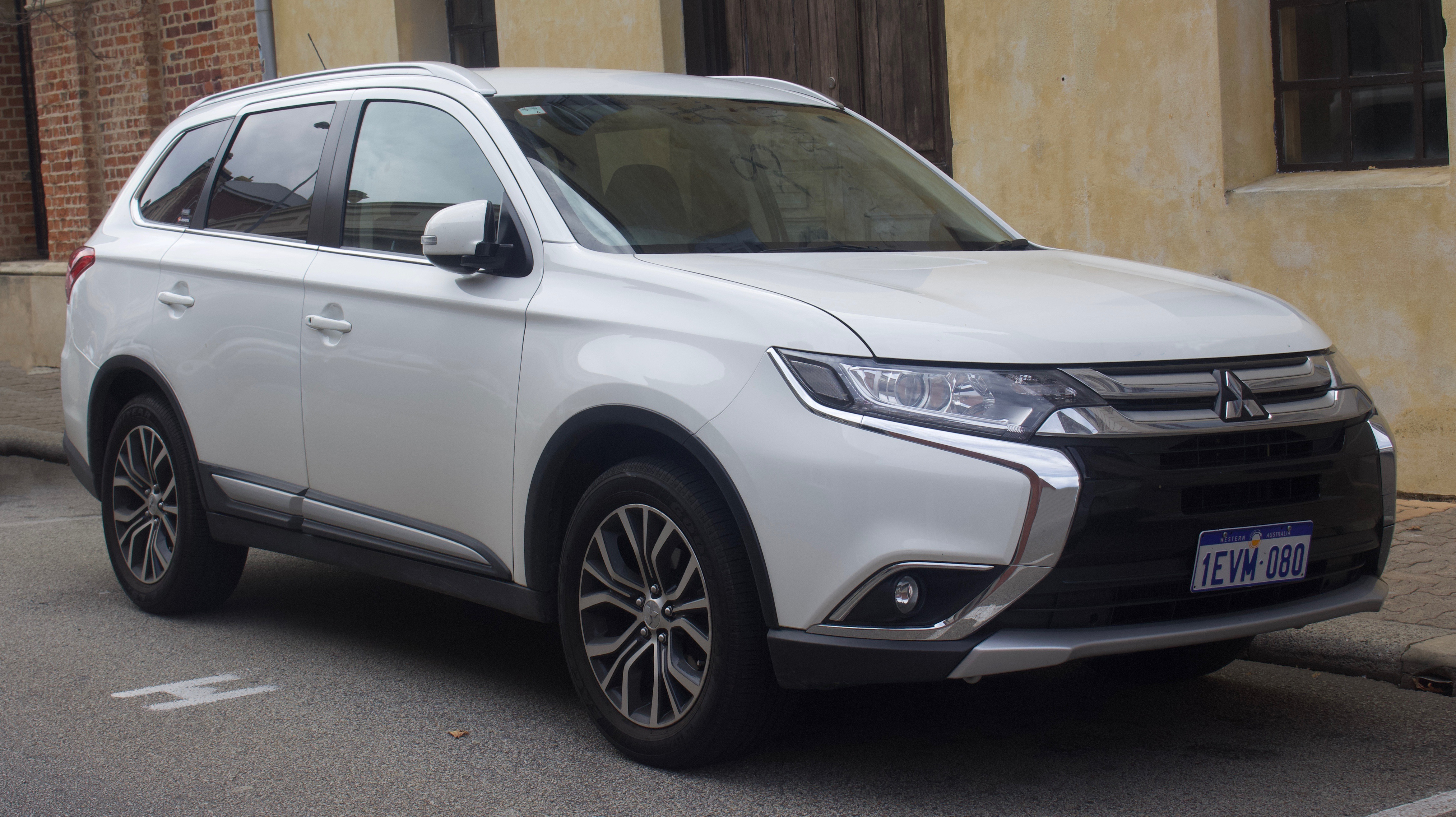
После рестайлинга
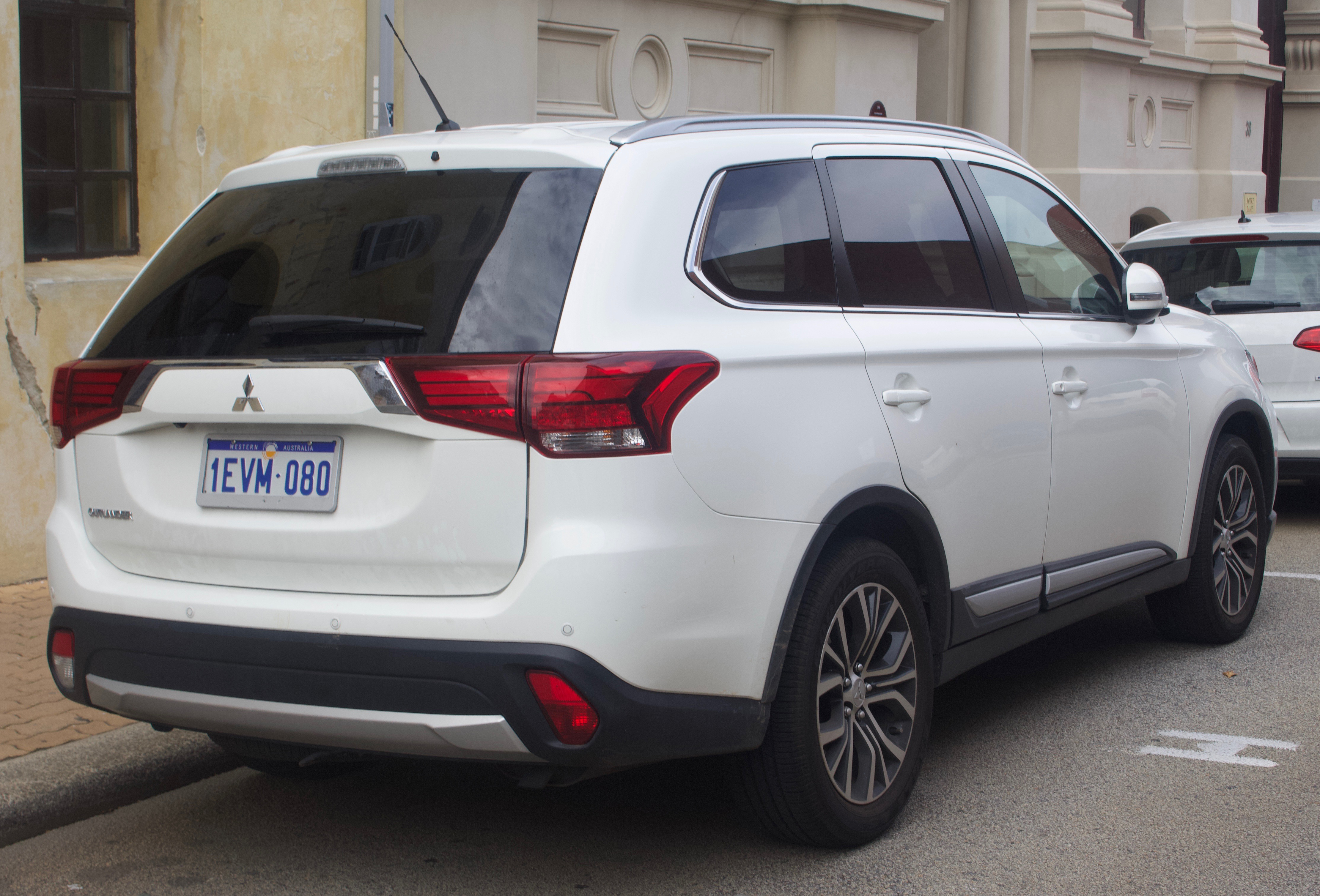

Изменения коснулись внешности — изменились передние и задние бампера, изменилась решётка радиатора, появились расширители арок, поменялась задняя оптика, теперь у кроссовера появились светодиоды и новые 18-дюймовые колёсные диски. Помимо внешних изменений, улучшилась шумоизоляция салона, система охлаждения вариатора и перенастроена подвеска. В комплектациях подороже появился подогрев зоны стеклоочистителей и электропривод задней двери.